# Moritomo Gakuen
Das Gakkō Hōjin Moritomo Gakuen (jap. 学校法人森友学園; kurz 森友学園 Moritomo Gakuen) ist ein freier Schulträger mit Sitz in Osaka in der Präfektur Osaka in Westjapan und betreibt dort zurzeit einen Kindergarten (Yōchien). Nationale Bekanntheit erlangte es erstmals Anfang 2017 im Zusammenhang mit Korruptionsvorwürfen um Premierminister Shinzō Abe und das Finanzministerium.

## Geschichte

### Tsukamoto-Kindergarten
Am 1. April 1950 stellte der Erzieher Hiroshi Moritomo (森友 寛 Moritomo Hiroshi; 1926–1995) bei der Präfekturverwaltung Osaka einen Antrag zur Gründung des „Tsukamoto-Kindergartens“ (塚本幼稚園 Tsukamoto Yōchien; heute offiziell 塚本幼稚園幼児教育学園 Tsukamoto Yōchien Yōji Kyōiku Gakuen, dt. etwa „Tsukamoto-Kindergarten-Bildungsakademie für Kleinkinder“), der am 25. August des Jahres genehmigt wurde. Am 18. März 1971 erfolgte die Gründung des Gakkō Hōjin Moritomo Gakuen, sodass der Kindergarten nun Teil einer öffentlichen Körperschaft wurde.
Yasunori Kagoike (籠池 泰典 Kagoike Yasunori), der den Kindergarten von 1986 bis 2017 leitete und Mitglied der Nippon Kaigi ist, vertritt überwiegend ultranationalistische (nach eigener Aussage patriotische) Lehr- und Erziehungsmethoden anlehnend an das Kaiserliche Erziehungsedikt von 1890 und hatte diese auf das Programm des Kindergartens übertragen. Zu den Grundprinzipien zählen die Verehrung des Kaiserhauses und Vergöttlichung des Kaisers sowie weitere Aspekte des Staats-Shintōs.

### Geplante Grundschule

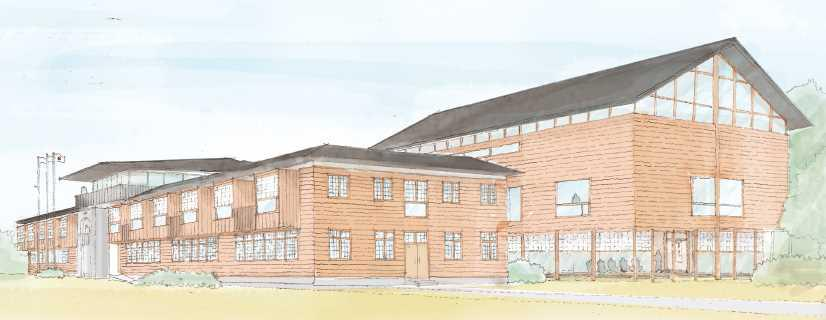
Zeichnung der geplanten „Mizuho-no-Kuni-Gedenk-Grundakademie“ (September 2015)

Das Moritomo Gakuen plante zudem die Eröffnung einer privaten Grundschule im April 2017, die wie schon beim Tsukamoto-Kindergarten den Patriosmus als grundlegende Erziehungsmethode verfolgen sollte. Nachdem zunächst geplant war, sie „Shinzō-Abe-Gedenk-Grundschule“ (安倍晋三記念小学校 Abe Shinzō Kinen Shōgakkō) zu nennen, entschied sich Kagoike später für „Mizuho-no-Kuni-Gedenk-Grundakademie“ (瑞穂の國記念小學院 Mizuho no Kuni Kinen Shōgakuin). Der Begriff „Mizuho no Kuni“ ist die Abkürzung des mythologischen Namens Japans Toyo-ashi-hara no chi-aki no naga-i-ho-aki no mizu-ho no kuni (豐葦原之千秋長五百秋之水穗國, dt. „Land der üppigen Schilfgefilde, 1000 Herbste, langen 500 Herbste und der fruchtbaren Reisähren“) aus dem Kojiki bzw. Toyo-ashi-hara no chi-i-ho-aki no mizu-ho no kuni (豐葦原千五百秋瑞穂之地, dt. „Land der üppigen Schilfgefilde, der 1500 Herbste und der fruchtbaren Reisähren“) aus dem neueren Nihonshoki; den vorherigen an Premierminister Shinzō Abe angelehnten Schulnamen hatte Abe selbst abgelehnt. Er betonte zunächst, dass dieser erst nach seiner Amtszeit als Premierminister verwendet werden solle und korrigierte diese Aussage später, indem er dessen Benutzung auf die Zeit nach seinem Tod verschob.

## Mutmaßliche Korruption
Der Bau der Mizuho-no-Kuni-Gedenk-Grundakademie und dessen Umstände lösten eine nationale Kontroverse aus, die zwischenzeitlich zu einem drastischen Rückgang der Beliebtheit des Kabinetts von Premierminister Abe führte. Seit dem Bekanntwerden der Fälschung öffentlicher Dokumente durch das Finanzministerium am 12. März 2018 sanken die Zustimmungswerte des Kabinetts erneut. Der japanische Rechnungshof veröffentlichte im November 2018 seinen Abschlussbericht bezüglich des Grundstücksverkaufs, konnte die Ursache für den niedrigen Preis jedoch nicht feststellen. Darüber hinaus sei die Regierung nicht an der Dokumentenfälschung durch das Finanzministerium beteiligt gewesen.

### Grundstückskauf
Im September 2013 beantragte Kagoike erstmals beim dem Finanzministerium unterstellten „Amt für Finanzangelegenheiten Kinkis“ (近畿財務局 Kinki zaimu-kyoku) den Kauf eines 8.770 m² großen staatlichen Grundstücks in Toyonaka und konnte sich nicht durchsetzen, da ihm die finanziellen Mittel fehlten. Im Oktober 2014 folgte ein Antrag zur Errichtung einer Grundschule auf dem Gebiet der Präfektur Osaka, der im September 2015 vom Ministerium für Land, Infrastruktur, Verkehr und Tourismus (MLIT) zusammen mit einer konkreten Genehmigungsplanung genehmigt wurde. Zuvor hatte Kagoike im Mai einen Pachtvertrag für das Grundstück unter der Voraussetzung, es innerhalb von 10 Jahren vollständig zu erwerben, durchsetzen können. Nach dem Beginn der Bauarbeiten im Dezember 2015 informierte Moritomo Gakuen im März 2016 das Amt für Finanzangelegenheiten Kinkis über schädlichen Abfall, den man im Grundstücksboden gefunden habe, und zeigte zugleich Interesse am sofortigen Kauf des Objekts. Im folgenden Juni unterzeichneten beide Seiten einen Kaufvertrag, in dessen Preis bereits die zur Bereinigung des Bodens angefallenen Kosten berücksichtigt wurden. Der Grundstückspreis betrug dabei etwa 956 Millionen ¥ und die Reinigungskosten betrugen offiziell 820 Millionen ¥; man einigte sich schließlich auf einen Kaufpreis von 134 Millionen ¥ (umgerechnet etwa 1 Million €, Kurs von Februar 2018). Diese Beträge waren zunächst geheim gehalten worden und wurden erst nach einer von einem Mitglied des Stadtrats von Toyonaka am 8. Februar 2017 erhobenen Klage sowie kritischen Presseberichten veröffentlicht. Akie Abe, die Ehefrau des Premierministers, sollte als Ehrendirektorin der Schule fungieren und war bereits als solche auf der Schulwebsite eingetragen.

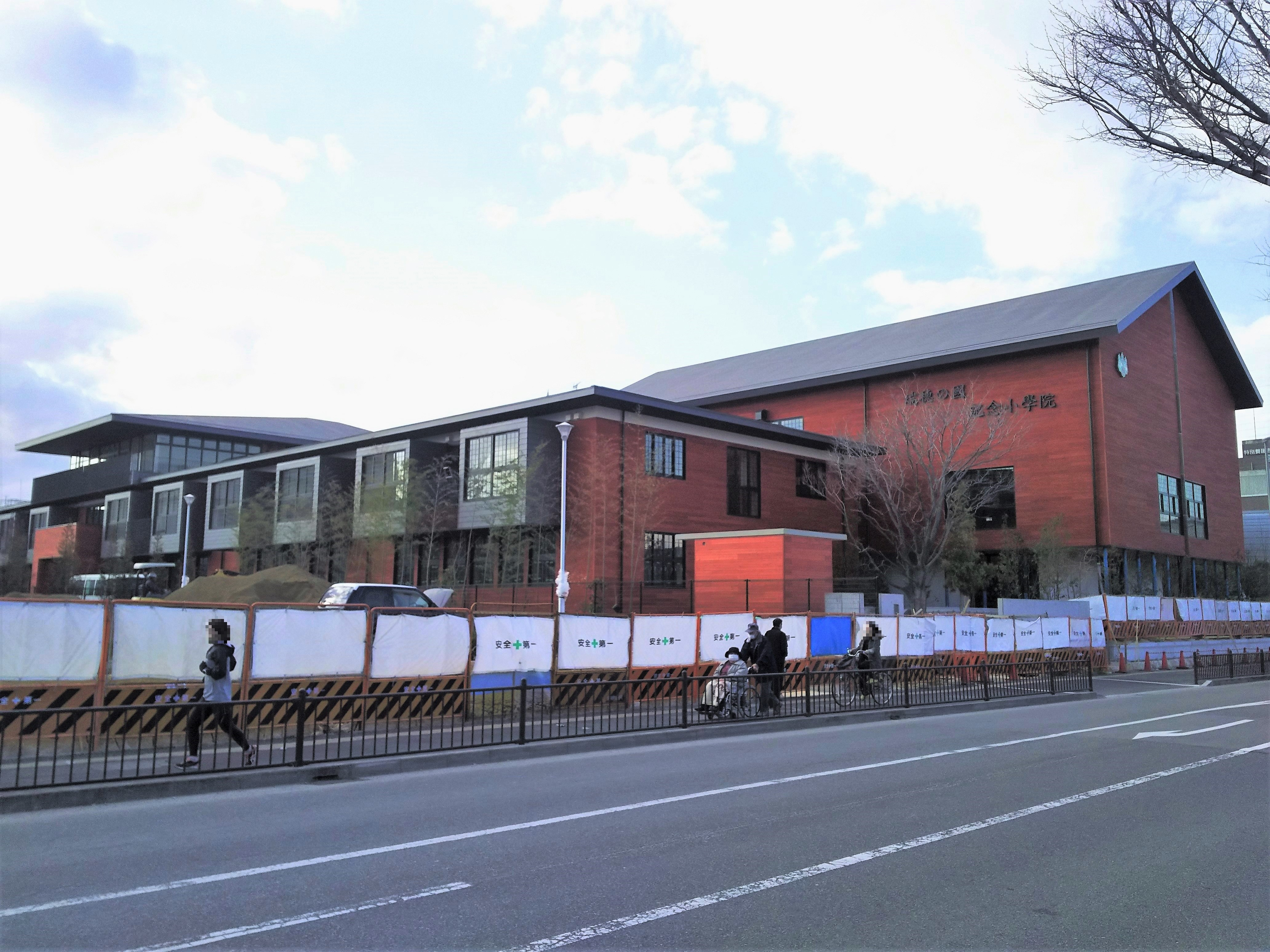
Das fast fertiggestellte Schulgebäude im März 2017

Am 9. Februar 2017 berichtete die Asahi Shimbun erstmals von der Geheimhaltung des Kaufpreises und forderte dessen Bekanntmachung, die am nächsten Tag folgte. Am 27. Februar wurde der Grundstücksverkauf in einer Sitzung des Haushaltsausschusses des Unterhauses des nationalen Parlaments thematisiert und Premierminister Abe stellte den Verkauf und die Erziehungsmethoden des Tsukamoto-Kindergartens als unangebracht dar. Gleichzeitig bestritt er Verbindungen zwischen ihm und den Aktivitäten des Kindergartens und des Grundstücksverkaufs und verkündete, dass seine Ehefrau als Ehrendirektorin der Schule zurückgetreten sei. Er versicherte seinen eigenen Rücktritt als Premierminister, sollten Untersuchungen ergeben, dass er oder seine Ehefrau beim Grundstücksverkauf eine aktive Rolle gespielt haben. Auch Nobuhisa Sagawa (佐川 宣寿), der Leiter des Finanzbüros, welches generell für Staatsdomäne zuständig ist, leugnete jegliche Form von möglicher Korruption und behauptete, alle mit dem Kauf verbundenen Dokumente seien bereits vernichtet worden und könnten diese Behauptung deshalb nicht bestätigen; auch alle digitalen Dokumente würden automatisch nach einer gewissen Zeit gelöscht werden und seien deshalb nicht mehr vorhanden. Am 12. März wurde die Baugenehmigung für die Grundschule mit der Begründung, die Absichten des Baus seien unzureichend, zurückgezogen und das Grundstück an den Staat zurückgegeben.

### Angebliche Spenden
In einer Vernehmung Kagoikes von Mitgliedern des Haushaltsausschusses des Oberhauses am 16. März behauptete er, er habe im September 2015 von Akie Abe im Namen von Shinzō Abe einen Spendenbetrag in Höhe von 1 Million ¥ (etwa 7.600 €, Kurs von Februar 2018) erhalten. Chefkabinettssekretär Yoshihide Suga dementierte diese Aussage noch am selben Tag und erklärte, dass keiner der beiden Abes gespendet habe. Dem entgegen veröffentlichte Moritomo Gakuen am 18. März als Beweis für die Spende einen Überweisungsbeleg einer Bargeldeinzahlung auf deren Girokonto, bei dem auf dem Namensfeld des Überweisenden auf den ersten Blick „Moritomo Gakuen“ steht, bei genauerem Hinsehen jedoch unter daneben angebrachten Klebestreifen der Name „Shinzō Abe“ zum Vorschein kommt. Kagoike habe laut eigener Aussage versucht, der Wahrheit entsprechend Abe als Zahlenden anzugeben, den Namen jedoch aufgrund bankinterner Vorschriften, laut denen der Name des Überweisers mit dem des Kontoinhabers übereinstimmen müsse, nachträglich ändern müssen. Am 23. März erklärte Kagoike bei einer Zeugenbefragung im Parlament unter Eid, die 1 Million ¥ habe er am 5. September 2015 in bar in einem Umschlag von Akie Abe erhalten, als diese den Tsukamoto-Kindergarten besucht hatte. Diese Besuche Akie Abes konnten anhand von Bild- und Videoaufnahmen bewiesen werden, zudem wurden auf der eigens für den Fall eingerichteten Website akie-leaks.com Aufnahmen veröffentlicht, in denen Akie die ultranationalistischen Erziehungsmethoden des Kindergartens lobt und sagt, dass ihr Ehemann der gleichen Ansicht sei. Darüber hinaus gab Kagoike an, Akie habe ihn bezüglich der Grundstückspacht beraten und das Finanzministerium per Fax kontaktiert, sodass das Ministerium daraus „gefolgert“ habe, dass es der Wunsch von Premierminister Abe sei, den Kaufpreis zu minimieren. Kagoike benutzte in diesem Zusammenhang mehrmals den Begriff „Sontaku“ (忖度), der in der japanischen Alltagssprache bis dato kaum genutzt worden war und in etwa „Schlussfolgerung“ oder „Vermutung“ bedeutet. In diesem Fall sollte damit ausgesagt werden, dass die Beamten die Intention des Premierministers erahnt und entsprechend gehandelt hätten. Dabei ist anzumerken, dass die Kontrolle des Premierministers über Personalentscheidungen innerhalb der Ministerien und Ämter unter Abe durch die Einrichtung des „Kabinettsbüros für Personalangelegenheiten“ im Mai 2014 erheblich zugenommen hat.

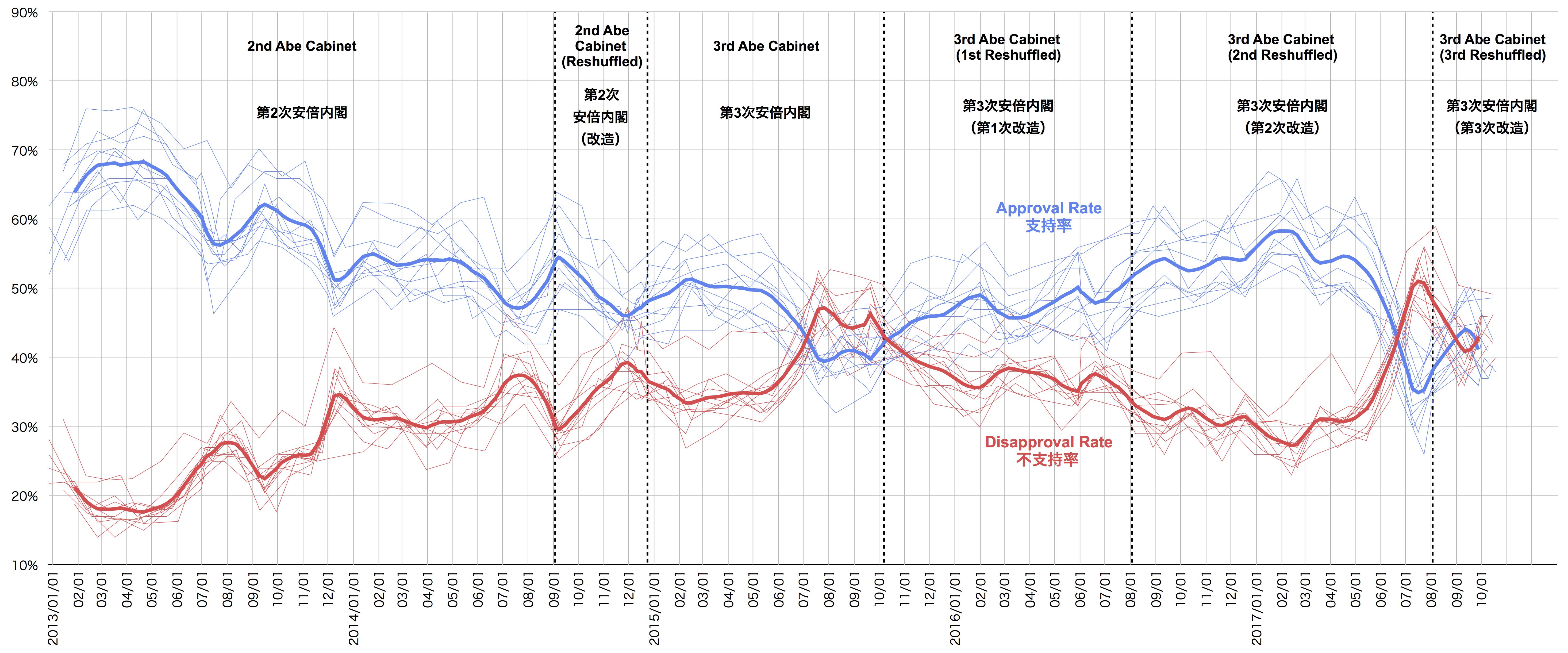
Die Zustimmungs- (blau) und Ablehnungsrate (rot) für die Kabinette von Premierminister Abe seit 2013. Ab dem Auftreten des Moritomo-Problems im Februar/März 2017 ist eine deutliche Verschlechterung des Stimmbilds für Abe zu erkennen.

Die regierende Liberaldemokratische Partei (kurz LDP), deren Vorsitzender Shinzō Abe zugleich ist, dementierte Kagoikes Aussagen und warf ihm Eidesbruch vor. U. a. begründete sie dies mit der Tatsache, dass Kagoike im Parlament behauptet hatte, er habe auf dem Telefon Akie Abes eine Sprachnachricht bezüglich der Spende hinterlassen, was sie selbst jedoch abstreitet. Am 28. März verkündeten mehrere LDP-Mitglieder, dass Kagoikes Aussagen über den Überweisungsbeleg mutmaßlich nicht der Wahrheit entsprechen, da die Handschrift eher der seiner Ehefrau Junko ähnele. Kagoike und seine Ehefrau Junko befinden sich seit Juli 2017 wegen Subventionsbetrug in Untersuchungshaft. Ihnen wird vorgeworfen, falsche Angaben bezüglich der Baukosten des Schulgebäudes gemacht sowie von 2011 bis 2016 die Lohnbuchhaltung des Tsukamoto-Kindergartens gefälscht zu haben. Die Leitung des Moritomo Gakuen übernahm ihre älteste Tochter Chinami.

### Fehlverhalten des Finanzministeriums
Im September 2017 wurde eine Tonaufnahme eines Gesprächs zwischen Yasunori und Junko Kagoike, einem Anwalt von Moritomo Gakuen, einem Mitglied des Amts für Finanzangelegenheiten Kinkis und einem Mitarbeiter des Bauunternehmens von März 2016 veröffentlicht, in dem sich die Beteiligten darauf einigen, dass die Kosten zum Abtransport des gefundenen Mülls etwa 800 Millionen ¥ betragen würden. Dabei versichert der Finanzbeamte den Kagoikes, den Kaufpreis wie gewünscht „gegen Null“ zu reduzieren, man aber nicht unter 132 Millionen ¥ gehen könne, weil dies die Kosten für eine bereits 2015 durchgeführte Entfernung eines Teils des Mülls seien. Während einer Sitzung des Haushaltsausschusses des Unterhauses im November 2017 bestätigte der Generaldirektor des Finanzministeriums die Echtheit dieser Aufnahme und merkte zugleich an, dass es sich dabei nur um einen Teil des Gesprächs handle und bestritt eine derartige Festlegung des Kaufpreises. Im selben Monat stellte ein parlamentarischer Untersuchungsausschuss fest, dass der hohe Preisnachlass trotz des Abfalls unangemessen sei und die Aufräumarbeiten keine derart hohen Kosten verursachen würden. Im Januar 2018 gelangten mehrere Dokumente des Finanzamts Kinkis an die Öffentlichkeit, obwohl dessen damaliger Generaldirektor Sagawa die Existenz jeglicher Dokumente über den Grundstücksverkauf geleugnet hatte. Diese 40 Seiten umfassenden Unterlagen beinhalteten interne Beratungen über den Umgang mit dem gefundenen Abfall und es erschien deshalb so, als wären diese Papiere nicht direkt mit dem Verkauf verbunden. Sie wurden anschließend in dieser Form dem Parlament vorgelegt. Im Februar 2018 veröffentlichte ein Unterhausabgeordneter der Kommunistischen Partei Japans (KPJ) eine vollständige Tonaufnahme des Gesprächs, in der der Moritomo-Anwalt den Finanzbeamten dazu auffordert, den Preis unter 150 Millionen ¥ zu halten. Das Finanzministerium leugnete daraufhin abermals eine Verbindung zum endgültigen Kaufpreis.
Am 2. März 2018 berichtete die Asahi Shimbun unter Berufung auf anonyme Quellen, dass die an die Öffentlichkeit gelangten und dem Parlament vorgelegten Dokumente nach dem Auftreten des Moritomo-Problems gefälscht worden seien. Nachdem das MLIT daraufhin dem Kabinettssekretariat den Verdacht auf eine Fälschung öffentlicher Dokumente bezüglich des Moritomo-Problems mitgeteilt hatte, wurden dem Finanzministerium die mutmaßlich originalen Dokumente eingereicht und eine gründliche Untersuchung des Vorfalls beantragt. Am 7. März wurde ein Beamter des Finanzamt Kinkis, der in den Grundstücksverkauf an Moritomo Gakuen verwickelt war, tot in seiner Wohnung aufgefunden; die Polizei ging von einem Selbstmord aus. In seinem Abschiedsbrief hatte der Beamte geschrieben, dass er „von oben“ gezwungen worden sei, mehrere Dokumente zu fälschen und er sich davor gefürchtet habe, die Verantwortung dafür übernehmen zu müssen. Am 9. März trat der „Leiter der nationalen Steueramts“ (国税庁長官 kokuzeichō-chōkan) Nobuhisa Sagawa, der während des erstmaligen Bekanntwerdens des suspekten Verkaufs „Leiter des Finanzbüros“ (理財局長 rizai-kyoku-chō) war, von seinem aktuellen Posten zurück und erklärte, dass er dadurch für die von ihm verursachten Diskussionen und Unklarheiten die Verantwortung übernehmen wolle.
Am 12. März bestätigte das Finanzministerium im Parlament die Fälschung von 14 Dokumenten mit insgesamt 78 Din-A4-Seiten und legte die ursprünglichen Versionen vor. Infolgedessen kam zum Vorschein, dass u. a. Berichte über mehrere Besuche Akie Abes beim Tsukamoto-Kindergarten und Gespräche mit Yasunori Kagoike, Verbindungen zur nationalistischen Nippon Kaigi sowie die Namen mehrerer Politiker, darunter z. B. Shinzō Abe oder Finanz- und Vizepremierminister Tarō Asō, entfernt worden waren. Die Oppositionsparteien forderten anschließend mindestens den Rücktritt von Finanzminister Asō und nicht selten des gesamten Kabinetts. Asō und Chefkabinettssekretär Yoshihide Suga wiesen jedoch jegliche Vorwürfe von sich und beteuerten, dass Sagawa die volle Verantwortung für die Fälschung der Dokumente trage. Um ihren Verdacht auf eine Einmischung der Regierung in die Dokumentenfälschung und somit in das Verfahren des Grundstücksverkaufs zu stärken, beantragte die Opposition eine Vernehmung Sagawas unter Eid im Parlament und konnte sich nach anfänglicher Ablehnung der LDP am 20. März durchsetzen. Die Zustimmungswerte von Abes Kabinett waren zuvor in einigen Umfragen auf knapp über 30 % gesunken und erreichten ihren tiefsten Stand seit 2012. Am 27. März wurde Sagawa schließlich von Abgeordneten aller Fraktionen über die Gründe und Absichten der Fälschung befragt; viele wesentliche Fragen wie beispielsweise die Ursachen und Absichten der Fälschung ließ er jedoch, auf eine mögliche strafrechtliche Verfolgung hinweisend, unkommentiert und behauptete, er allein habe die Urkundenfälschung angeordnet und die Regierung habe keinen Einfluss auf seine Entscheidungen gehabt.